# Michaił Nikolski (generał major)
Michaił Iwanowicz Nikolski (ros. Михаил Иванович Никольский, ur. 1907 w Rżewie, zm. 22 grudnia 1974 w Moskwie) – funkcjonariusz radzieckich służb specjalnych, generał major.

## Życiorys
Urodzony w rodzinie rosyjskiego robotnika kolejowego, do 1924 uczył się w szkole w Rżewie, od listopada 1929 do października 1931 służył w Armii Czerwonej, w latach 1931-1933 sekretarz odpowiedzialny rady transportowej na stacji Rżew, od czerwca 1930 kandydat na członka, a od stycznia 1937 członek WKP(b). Od listopada 1933 w Wydziale transportowym OGPU, od października 1937 funkcjonariusz Wydziału Transportowego Głównego Zarządu Bezpieczeństwa Państwowego, od 2 grudnia 1937 młodszy porucznik bezpieczeństwa państwowego, od 1938 do 7 stycznia 1939 pełnomocnik operacyjny Wydziału 1 Głównego Zarządu Transportowego NKWD ZSRR, od 7 stycznia do 7 sierpnia 1939 szef Wydziału Transportu Drogowego NKWD Kolei im. Mołotowa, od 13 maja 1939 starszy porucznik bezpieczeństwa państwowego. Od 13 sierpnia 1939 do 5 listopada 1940 zastępca szefa Wydziału 1 Głównego Zarządu Transportowego NKWD ZSRR, 14 marca 1940 awansowany na kapitana bezpieczeństwa państwowego, od 5 listopada 1940 do 26 lutego 1941 szef Sekcji Śledczej i zastępca szefa Głównego Zarządu Transportowego NKWD ZSRR, od 26 lutego 1941 do 25 października 1946 szef Zarządu Więziennictwa NKWD/MWD ZSRR, 6 sierpnia 1941 mianowany majorem bezpieczeństwa państwowego, 14 lutego 1943 komisarzem bezpieczeństwa państwowego, a 9 lipca 1945 generałem majorem. Od 20 grudnia 1946 do maja 1948 oficer do zadań specjalnych Grupy Kontroli MWD ZSRR, od maja 1948 do 6 października 1950 zastępca szefa Wydziału Kontrwywiadowczego MWD ZSRR, od 9 września 1950 do 20 marca 1953 zastępca inspektora generalnego państwowego a/o "Wismut" w NRD (wydobycie uranu), od 20 marca 1953 do 17 marca 1954 szef Zarządu 7 MWD ZSRR, od 20 lipca 1954 do 13 maja 1957 zastępca szefa Zarządu KGB obwodu tiumeńskiego, następnie zwolniony ze służby.

## Odznaczenia
- Order Czerwonego Sztandaru (20 września 1943)
- Order Czerwonego Sztandaru Pracy (8 grudnia 1951)
- Order Czerwonej Gwiazdy (30 stycznia 1951)
- Odznaka "Zasłużony Funkcjonariusz NKWD" (4 lutego 1942)

I 5 medali.